# Frits Coers
Frederik Rudolph (Frits) Coers (Frzn) (Sindanglaut (Lemahabang), 10 april 1868 – Utrecht, 24 juli 1937) was een Nederlands verzamelaar van Nederlandstalige volksmuziek. Hij publiceerde tevens eigen gedichten onder het pseudoniem Frits de Mensch in studentenbladen.

## Achtergrond
Hij werd geboren binnen het gezin van Frederik Rudolph Coers en Geertruida Johanna Wegman.  Hij werd benoemd tot ridder in de Orde van Oranje-Nassau. Hij werd begraven op Begraafplaats Sint Barbara. Willem van den Heuvel heeft hem geportretteerd; kunstenaar Maarten Pauw heeft hem vastgelegd in een plaquette.
In de stad Utrecht is er een straat op het studentencomplex Tuindorp-West Complex naar hem vernoemd: de Frits Coerslaan. 

## Leven
Hij begon echter met een studie medicijnen aan de Universiteit van Utrecht, hij legde nog een semi-artsenexamen af, maar daarna legde hij zijn studie neer. Hij zou altijd ingeschreven blijven als student, maar nooit afstuderen; hij stond daarom bekend als "eeuwige student". Hij begon met het bestuderen en verzamelen van Nederlandstalige volksmuziek, een taak die hij tot vijf jaar voor zijn dood zou blijven volgen. Hij verzorgde daardoor diverse uitgaven van Liederen van Groot Nederland. Hij zou er circa 6000 bijeenbrengen. Hij was behoorlijk populair bij het Utrechtse studentencorps en ook de hoogleraren in zijn poging het nationaliteitsgevoel te verhogen. In het studentencorps werd een subafdeling en koor opgericht met de naam "Coers’ lied". Coers organiseerde ook concertavonden ter promotie van de liederen. 